# Девятый корпус Потомакской армии
Девятый корпус Потомакской армии — одно из боевых соединений Армии Союза во время гражданской войны в США. Известен несколькими неудачными операциями, в частности, участием в бою у воронки.

## Формирование
Воинские части, сведенные впоследствии в Девятый Корпус, первоначально были использованы в феврале во время экспедиции Эмброуза Бернсайда в Северную Каролину. Официально корпус был сформирован и получил свой порядковый номер 22 июля 1862 года. Корпус был сформирован в Ньюпорт-Ньюс (Виргиния) из двух бригад Бернсайда и одной дивизии Исаака Стивенса. После образования корпус имел три дивизии, которыми командовали бывшие друзья Бернсайда по Вест-Пойнту: Исаак Стивенс, Джессе Рено и Джон Парк.

## История
После недолгого пребывания в Ньюпорт-Ньюс корпус был направлен в Вирджинию на усиление Вирджинской армии генерала Джона Поупа. В результате корпус принял участие в первом своем сражении — при Булл-Ран. В этом бою участвовали только две дивизии корпуса, и он состоял из 12 полков при двух батареях, насчитывая около 5 000 человек.
- Дивизия Исаака Стивенса
  - Бригада Бенжамина Крайста
  - Бригада Дэниэля Лэже
  - Бригада Эддисона Фарнсворта
  - 1 артиллерийская батарея
- Дивизия Джессе Рено
  - Бригада Джеймса Нэгла
  - Бригада Эдварда Ферреро
  - 1 артиллерийская батарея Канава

Генерал Рено командовал обеими дивизиями в отсутствие Бернсайда. При Булл-Ран корпус потерял 204 человека убитыми, 1 000 ранеными и 319 пропавшими без вести, всего 1523. Некоторые полки пострадали особенно сильно, например, 28-й массачусетский потерял 234 человека. Генерал Стивенс вскоре погиб в сражении при Шантильи.
Во время Мерилендской кампании генерал Бернсайд командовал правым крылом Потомакской армии — I-м и IX-м корпусами, временно передав управление корпусом генералу Джессе Рено. 1-ю дивизию передали бригадному генералу Орландо Уилкоксу (в замену погибшего Стивенса), 2-ю дивизию поручили Сэмюэлу Стёрджису, а 3-ю — Исааку Родману. Во время этой кампании корпусу временно была придана Дивизия Канава под командованием генерала Джекоба Кокса. Кроме того, в корпус включили несколько новых полков и в итоге корпус состоял из 29 полков при 5 батареях и в нем числилось 13 819 человек строевых и нестроевых.
В сражении в Южных Горах участвовали оба корпуса Бернсайда, при этом IX корпус потерял 157 человек убитыми, 691 ранеными и 41 пропавшими без вести, всего 889. Первый корпус потерял примерно столько же. В сражении погиб генерал Джессе Рено, и его место занял генерал Кокс. В сражении при Энтитеме корпус потерял 438 человек убитыми, 1796 ранеными и 115 пропавшими, всего 2 349 из 8 500, задействованных в бою. В сражении погиб генерал Родман. В октябре дивизия Кокса была выведена из корпуса и отправлена в западную Вирджинию.
После ухода дивизии Кокса командиром корпуса стал генерал Орландо Уилкокс. Генерал Уильям Бёрнс стал командиром 1-й дивизии, а генерал Джордж Гетти — командиром 3-й дивизии (бывшей дивизии Родмана). 5 ноября 1862 года Эмброуз Бернсайд стал главнокомандующим Потомакской армии. По его приказу корпуса были сведены в гранд-дивизии, при этом IX корпус был объединен с II корпусом в Правую гранд-дивизию под общим командованием Эдвина Самнера.
В сражении при Фредериксберге корпусу пришлось штурмовать каменную стену у Высот Мари. Первой атаковала дивизия Стёрджиса — она пыталась ударить во фланг противника, но вынуждена была отступить. Затем, около 16:00 атаковала дивизия Гетти, но тоже неудачно. В этих атаках был задействован 31 полк корпуса при 5 батареях, и в бою было потеряно 111 человек убитыми, 1067 человек ранено и 152 пропавшими без вести, всего 1330. Вскоре после сражения командиром корпуса стал Джон Седжвик, а генерал Уилкокс вернулся к своей дивизии, сменив генерала Бернса.

### На западе
Весной 1863 года корпуса и дивизии Потомакской армии получили знаки различия, и IX корпус получил несколько нестандартную символику на основе щита.
| Дивизионные знаки различия IX-го корпуса        |
| ----------------------------------------------- |
| - 1 дивизия - 2 дивизия - 3 дивизия - 4 дивизия |

### Оверлендская кампания
17 января 1864 года генерал Уилкокс вернулся к командованию корпусом, сменив генерала Поттера. 26 января Уилкокса сменил генерал Парке, а Уилкокс стал командовать 2-й дивизией.
Весной корпус был отведен в Аннаполис (Мериленд) на реорганизацию и здесь к командованию вернулся Эмброуз Бернсайд. В апреле корпус состоял из 4-х дивизий: Стивенсона, Поттера, Уилкокса и Ферреро — последняя набиралась в основном из афроамериканцев. На тот момент в корпусе числилось 19 331 человек при 42 орудиях, но затем численность возросла и 10 мая в нем числилось уже 32 708 человек. К четырем дивизиям добавили артиллерийскую бригаду из шести батарей и бригаду тяжелой артиллерии. В итоге корпус состоял из 42 полков и 14 батарей. Цветная дивизия Ферреро никогда ранее не участвовала в боях, а белые части были новонабранными или взятыми с гарнизонной службы. Но даже в старых полках присутствовало много новобранцев. Пред сражением в Глуши корпус имел следующую структуру:
- Дивизия Томаса Стивенсона
  - бригада Самнера Каррата
  - бригада Даниэля Леже
- Дивизия Роберта Поттера
  - бригада Зенаса Блисса
  - бригада Саймона Гриффина
- Дивизия Орландо Уилкокса
  - бригада Джона Хартранфта
  - бригада Бенжамена Крайста
- Дивизия Эдварда Ферреро
  - бригада Джошиа Зигфрида
  - бригада Генри Томаса

Отдельно: 4 кавалерийских полка, 6 артбатарей и бригада Элиши Маршалла.
Когда началась Оверлендская кампания, IX корпус не входил в Потомакскую армию Джорджа Мида. Бернсайд был выше Мида по званию, не желал подчиняться младшему по званию и подчинялся непосредственно генералу Гранту. Такое положение длилось до 25 мая 1864 года, когда Грант признал систему подчинения неудобной и включил IX корпус в Потомакскую армию.
В сражении в Глуши корпус был задействован на вторичном по важности участке поля боя, и за несколько дней боев потерял 240 человек убитыми, 1 232 ранеными, 168 пропавшими без вести, в целом 1 640.
В сражении при Спотсильвейни корпус участвовал в боях за «Подкову мула» 12 мая: он помог наступать частям Хэнкока, однако на своем собственном фланге прорвать оборону противника не сумел и в целом корпус проявил себя слабо. В бою было потеряно 486 человек убитыми, 2119 ранеными и 469 пропавшими без вести, в целом 3 146 человек. Погиб командир 1-й дивизии Томас Стивенсон и на его место был назначен Томас Криттенден, недавно прибывший с Запада, где был отстранен от командования корпусом после чикамогского разгрома.